# Trepidò
Trepidò è una frazione del comune di Cotronei (KR), nonché un villaggio turistico montano al confine tra la Sila Grande e la Sila Piccola. Il villaggio fa parte del comprensorio turistico dei villaggi silani che si affacciano sul lago Ampollino e che comprende, oltre a Trepidò, Villaggio Palumbo Sila, Caprara, Villaggio Baffa, Villaggio Lopez e Villaggio Belcastro. Si divide in due nuclei contigui: Trepidò Soprano a 1302 metri di altitudine, e Trepidò Sottano a 1276 metri s.l.m.

## Storia
Sorto durante la realizzazione del lago Ampollino alla fine degli anni venti del secolo scorso, inizialmente era un villaggio di sole baracche ad uso degli operai e dei tecnici che lavoravano per la costruzione della diga e della galleria per il trasporto della acqua verso la centrale di Orichella.  Negli anni 30 fu sede di una iniziativa per la pescicultura e un campo per la sperimentazione agraria a cura del Dottore Giuseppe Tallarico di Casabona, membro del CNR. Negli stessi anni a Trepido Sottano opero una segheria istituita dall'ing. svizzero Gruebler arrivato in Sila per i lavori sul lago Arvo. Poi segheria Proto e Cerrelli. Altre segheria (Leone, Bilotta) in località Caprara. Terminati i lavori, chiuse le segheriae, il villaggio subì un forte sviluppo negli anni successivi la fine della seconda guerra mondiale, attirando turisti affascinati dal suggestivo lago Ampollino. L'interesse dei privati e la successiva realizzazione di villette turistiche e seconde case concentrò le attenzioni di molti investitori immobiliari, che nei dintorni del villaggio realizzarono altri villaggi turistici, i più importanti dei quali sono Villaggio Palumbo Sila, Villaggio Lopez e Villaggio Baffa.
Il villaggio si sviluppò su due aree diverse, distinte in Trepidò Soprano e Trepidò Sottano.

### Villaggio Palumbo Sila
Palumbo Sila venne realizzato come villaggio a supporto delle infrastrutture sciistiche che furono realizzate nella zona. Il villaggio divenne ben presto il baricentro del sistema turistico della zona, differenziandosi dagli altri villaggi per i maggiori servizi ricreativi, quali discoteche e bar, pista di bob estivo-invernale, e attività commerciali.

### Villaggio Baffa
Questo villaggio si caratterizza per essere prossimo a due importanti infrastrutture, quali lo stadio di calcio, che spesso ha ospitato il ritiro di alcune squadre professionistiche (in particolare del Crotone), e per l'aeroporto turistico, che da qualche anno ospita anche una pista di go-kart.

### Villaggio Lopez
Villaggio Lopez è fra i villaggi del complesso turistico, quello caratterizzato da una forma di servizio prettamente residenziale. Il villaggio ospita anche alcune strutture cliniche quali centri di riposo per anziani.